# Cestrum bracteatum
Cestrum bracteatum är en potatisväxtart som beskrevs av Heinrich Friedrich Link och Otto. Cestrum bracteatum ingår i släktet Cestrum och familjen potatisväxter. Inga underarter finns listade i Catalogue of Life.